# The Transformers (serie de televisión)
The Transformers (también conocida retroactivamente como Transformers: Generation One o Generation 1) es una serie animada estadounidense coproducida por Marvel Productions y Sunbow, creada y financiada por Hasbro y cuya transmisión fue sindicada. La animación fue realizada por los estudios japoneses Toei y Tokyo Movie Shinsha y, en un grado menor, el surcoreano AKOM. Comenzó a emitirse el 17 de septiembre de 1984 y finalizó el 11 de noviembre de 1987. Su guion, escrito por George Arthur Bloom es una adaptación del cómic Transformers publicado por Marvel Comics, aunque se aleja bastante del argumento y el tono de este.
El programa se basa en la lucha sin fin enfrentando los Autobots, liderados por Optimus Prime, contra los Decepticons, dirigidos por Megatron y quienes buscan hacerse con todas las fuentes de Energon para dominar no solo Cybertron sino también el Universo. La historia muestra como en su búsqueda ambas facciones terminan luchando en la Tierra y como sus conflictos afectan a los habitantes de esta.
La serie fue doblada y retitulada en Japón como Tatakae! Cho Robot Seimeitai Transformer (戦え! 超ロボット生命体トランスフォーマー, Tatakae! Chō Robotto Seimeitai Toransufōmā?) en la primera y segunda temporadas y Transformers 2010 (トランスフォーマー 2010), Toransufōmā Tsūōwanō?) en la tercera.

## Historia

### Antecedentes
Los Quintessons una raza alienígena superior a cualquier otra, creó a Vector Sigma y un pequeño planeta como del tamaño de Marte pero mucho más pesado y de composición más que todo de metal, al cual llamaron Cybertron. En este planeta los Quintessons empezaron una producción masiva de robots militares y domésticos, que vendían a otras razas inteligentes de la Vía Láctea. Uno de los grandes compradores o fieles clientes de los Quintessons fueron unos alienígenas grandes con forma humanoide, por eso creaban los robots a la semejanza de estos alienígenas.
Los robots con el pasar de los tiempos empiezan a desarrollar sus propias consciencias y almas de rebeldes, dándose cuenta de que sus creadores orgánicos los esclavizaban, y se aprovechaban de ellos, dando comienzo a la Primera Guerra Cibertrónica.
Esto provocó que algunos robots con esperanza de libertad tal como A-3 (el futuro Alpha Trion) lucharan para liberar su pueblo de sus opresores los Quintessons, este científico junto a una hembra autobot llamada Beta crean una revolución. Los Quintessons enterados de este problema construyen unos robots guardianes para defenderse de la amenaza Autobot.
Afortunadamente A-3 logra construir un dispositivo para destruir esta amenaza en segundos. Con el paso de muchas guerras los Quintessons perdieron la guerra, A-3 logró vencer a los Quinstessons, haciendo que los mismos huyeran de Cybertron dándole comienzo a la «Era dorada». Una era en que la paz de Cybertron estaba en todos lados donde los Transformers se concentraron en sus Investigaciones, descubrimientos y producción de energía para el bien de su civilización, en esta época se crea un objeto donde las grandes mentes científicas sean guardadas. Este objeto sagrado se le dio el nombre de «Matriz del Liderazgo».
Con el tiempo se va descubriendo que la Matriz tiene grandes poderes de energías desconocidos y sólo el Autobot elegido por la misma podrá guardarla y asegurarla, a su vez una tradición de llamar al líder Autobot (el único que puede llevar la Matriz) "Prime" comienza.
Vector Sigma el único computador del planeta capaz de dar vida a un robot y programarlo con su propia personalidad al nacer, da origen a un robot militar llamado, Megatron, el líder Decepticon más feroz que hay, cuya única misión es llevar a la gloria a los Decepticons, caracterizado por tener muchas habilidades avanzadas, los Decepticons comienzan una repentina guerra contra los Autobots, a su vez los Transformers desarrollan la capacidad para transformarse, los blancos principales de los Decepticons fueron los hangares de energía de las ciudades Autobots, los Autobots inician una resistencia contra los Decepticons, su líder en el momento es "Sentinel Prime", quien valientemente lucha contra los Decepticons pero es asesinado por Megatron durante una batalla, Alpha Trion sin embargo, logra retirar del fallecido cuerpo de Sentinel Prime la matriz del liderazgo de los Autobots, y la esconde.
Orion Pax en uno de los hangares de energía de los Autobots es herido en batalla junto con su novia Ariel y Dion, uno de sus mejores amigos, estos son llevados urgentemente a Alpha Trion (A-3) quien los reconstruye; Ariel es reconstruida como Elita One, Dion como Ironhide, y debido a que A-3 siente en Orion una fuerza de voluntad y una gran bondad lo reconstruye como Optimus Prime, el nuevo líder de los Autobots.
Durante todos estos años de guerra Cybertron pudo ser gobernada por Decepticons y Autobots, en estos días la era dorada de Cybertron se acabó y las Segunda y Tercera Guerras Cibertrónicas empezaron. En estos años muchos Autobots y Decepticons murieron y desaparecieron, muchos Transformers huyendo de la guerra se refugiaron en otro planeta para después ser conocidos como los "Junkions", otros como Defcon se aventuran en el espacio para encontrar y asesinar Decepticons.
Durante todas las guerras cibertrónicas Optimus Prime es separado de Elita One, durante la guerra, todo Cybertron fue destruyéndose poco a poco, acabando con todas sus fuentes de energía, obligando a Optimus Prime a buscar otro planeta que tenga más energía y recuperar Cybertron, por eso empezó a reclutar sus mejores guerreros para la partida hacia un nuevo planeta en busca de energía.
- Nota: Cabe citar que parte de la reseña, ha sido contada en la tercera temporada de Transformers G1.

### Primera temporada
Cuando la astronave Arca parte de Cybertron en busca de nuevas fuentes de energía, en medio de un camino de asteroides los Decepticons los atacan. El Arca indefensa es abordada por los Decepticons y los Autobots sin muchas opciones empiezan una batalla con los Decepticons dentro de su nave. De repente, atrapada en la gravedad terrestre, el Arca se tira hacia abajo y se estrella contra un volcán inactivo en el monte Santa Hilaria (ingl. Mount Saint Hillary) en el estado de Oregón en el país de los Estados Unidos, cayendo ambos bandos en un estasis de 4 millones de años.
En 1984, luego de la erupción del volcán, se reactiva la computadora principal de la nave, Teletraan 1, que con suficiente energía manda una sonda de baja altitud y empieza a scannear los vehículos de la tecnología primitiva humana, tales como jeeps, camiones, pistolas, aviones, etc. Teletraan 1 por tener poca energía solo repara al robot más cercano quien desafortunadamente es un Decepticon llamado Skywarp, quien luego hace que la computadora solo repare a los Decepticons, Megatron al ver que sus enemigos parecen estar eliminados los deja y se dispone a reunir suficiente energía para conquistar Cybertrón, mientras salen de la nave Starscream por error hace que Teletraan 1 repare un Autobot, afortunadamente fue Optimus Prime, y luego al resto de los Autobots. Optimus Prime sale de la nave dispuesto a destruir a los Decepticons durante esto conoce a la raza dominante del planeta, los humanos.
Megatron junto con sus Decepticons organizan una escalada de ataques contra muchas instalaciones ricas en energía de los humanos, mientras los Autobots hacen lo posible para detenerlos, Megatron una vez satisfecho con cierta cantidad de Energon, logra construir un nuevo crucero espacial, esta nave es destruida por el Autobot Mirage y se estrella en el océano pacífico, donde servirá de base por muchos años a los Decepticons. Con los Decepticons atrapados en la Tierra junto a los Autobots estos continúan su búsqueda por más energía, a la vez Megatron logra construir un puente espacial con Cybertrón, para así enviar toda la energía que obtiene directamente hacia Cybertrón, los Autobots a pesar de sus más grandes esfuerzos aunque pueden mantener al margen a los Decepticons, no pueden detener el constante envío de energía de los Decepticons hacia Cybertrón. Para ello Wheeljack, el científico Autobot, consigue rescatar guerreros Autobots como Skyfire y junto con Ratchet construir a los Dinobots: Grimlock, Sludge, Slag, Snarl y Swoop.
Megatron por su parte logra contactar a los voraces Insecticons y a los malignos Constructicons, los mayores constructores de toda Cybertron. En la Tierra, los Constructicons son el primer grupo de combinadores compuestos por 6 Constructicons cuyos nombres son: Hook, Scrapper, Mixmaster, Scavenger, Bonecrusher, Long Haul que al unirse forman al roboto gestalt: Devastator y junto con Megatron orquestan y dirigen una serie de planes diabólicos que llevan al borde de la destrucción de los Autobots. A su vez los Autobots logran que Omega Supreme un guerrero autobot que custodiaba la ciudad más hermosa de todo el planeta Cibertrón viniese al planeta Tierra para ayudar a sus compañeros Autobots en su lucha contra los malvados Decepticons y sus planes de conquista. Su primer plan en la Tierra consistió en construir una máquina que transmite todos los poderes de los Decepticons a Megatron, este con sus nuevas habilidades consigue derrotar a Optimus Prime en un duelo, el perdedor debe irse del planeta Tierra, Optimus Prime pierde el duelo, pero descubren que fue una trampa de los Decepticons, así que junto con sus Autobots y Dinobots consiguen derrotar a los Decepticons y lanzarlos a un río de lava donde quizás serán destruidos.

### Segunda Temporada
Megatron y sus Decepticons no fueron destruidos y una vez más han vuelto para continuar sus envíos de energías a Cybertron, a la vez consigue encontrar el Corazón de Cybertron que servía para propulsar su antigua nave, el Nemesis; armado con esta busca destruir a los Autobots, sin embargo la piedra es finalmente destruida por los Autobots Perceptor, Brawn y Bumblebee; sin embargo ese es solo una de las muchas oportunidades que consigue Megatron para lograr sus planes y además destruir a los Autobots, ya sea a través de aliados humanos como Sean Berger, construcción de bases militares, búsqueda de nuevos aliados como los Stunticons, los combaticons o los nuevos Seekers y Triplechangers.´
Shockwave en Cybertron a la vez ha descubierto que muchas veces han robado sus cubos de energía por un grupo de autobots hembras comandadas por Elita One hasta que un día les pone una trampa y Optimus Prime es obligado a volver a Cybertron, tras miles de años separados. Elita One vuelve a ver a su amado Optimus Prime, pero se ven obligados a separarse nuevamente debido a la guerra y a los ejércitos que cada uno debe comandar tanto en la Tierra como en Cybertron. Alpha Trion, para ayudar a la causa Autobot, es absorbido por Vector Sigma para servirle de llave a Optimus Prime y así crear a los Aerialbots; a la vez Optimus llama nuevas tropas como lo son Hoist, Tracks, Perceptor, Powerglide, los Protectobots entre otros. A pesar de los esfuerzos de los Autobots la batalla se encuentra muy pareja y aún está muy lejos su final.

### Transformers: la película
- Nota: Cabe citar que existió una OVA alternativa a esta película que narra sucesos ocurridos anteriores a la misma y solamente se transmitió y se produjo para Japón.

En el año 2005, los Decepticons han conquistado todo Cybertron. Pero los Autobots tienen bases ocultas en las dos lunas de Cybertron, y también han construido a Metroplex, la Ciudad Autobot en la Tierra. Para impedir una ofensiva Autobot, los Decepticons atacan a "Autobot City", y tiene lugar una enorme batalla que termina con la destrucción de Optimus Prime y Megatron. Antes de morir, Optimus Prime traspasa la Matriz del Liderazgo Autobot a Ultra Magnus. Después, los Decepticons en retirada abordan al Triple Changer Astrotrain quien sirve de transporte para llevar a los Decepticons hacia Cibertron y a mitad del viaje Astrotrain les dice a los Decepticons que necesita aligerar la carga y por idea de Starscream, lanzan a sus compañeros caídos y a los moribundos a la deriva en el espacio para ahorrar combustible y entre los abandonados a su suerte esta: Megatron (Starscream cree que su sueño de convertirse en el nuevo líder de los Decepticons ha llegado por Fin). Unicron encuentra a Megatron, lo reforma en Galvatron, y lo envía a destruir la Matriz. También crea a Cyclonus, Scourge y los Sweeps. 
Lo primero que hace Galvatron tras haber sido provisto de lo necesario para cumplir su misión es buscar al Traidor de Starscream y deshacerse de él; y justamente cuando Starscream esta recién coronado como "El Nuevo Lider de Todos Los Decepticons" aparece sin aviso: Cyclonus con Galvatron como piloto y este último desciende y se transforma en Cañón Láser Autopropulsado y dispara contra Starscream matándolo instantáneamente y al final Galvatron piso la corona de Starscream, y es allí que los demás Decepticons dan la bienvenida a su nuevo líder Galvatron;y luego 
Galvatron va a "Autobot City" para matar a Ultra Magnus y conseguir la Matriz, pero los Autobots escapan. Kup y Hot Rod se estrellan sobre Quintessa donde son capturados y juzgados, pero los Dinobots y un nuevo amigo llamado Wheelie los rescatan. Los Decepticons siguen a Ultra Magnus hasta el planeta Junk. Galvatron ataca y consigue la Matriz, y entonces los Autobots pelean con los Junkions y Wreck-Gar. Pronto aparecen Hot Rod y los Dinobots, aplacan a los Junkions, y todos se van a pelear contra Unicron. Los Autobots atacan Unicron, quien finalmente ha conseguido llegar hasta Cybertron para comérselo, y después, la mayoría de los personajes principales son tragados. El hijo de Spike, Daniel, rescata su padre y a los Autobots que fueron comidos anteriormente. Hot Rod pelea con Galvatron, y cuando consigue recuperar la Matriz, se transforma en Rodimus Prime, y con la Matriz destruye a Unicron y salva Cybertron.

### Tercera Temporada
Después de los sucesos de la película, Scourge y Cyclonus van en busca de Galvatron y fundan una nueva Base en el planeta Char, mientras los Quintesson deciden tratar de recuperar de nuevo su planeta. durante estas batallas, los Construticons construyen a Tripticon un rival muy fuerte para Metroplex, este incluso logra atacar a la base Autobot del arca. Bumblebee, Powerglides y otros autobots intentan detenerlo pero fallan y la milenaria base del Arca es Destruida, mientras otros gestalts tales como los Technobots, Terrorcons, etc, son introducidos. Cryptas en honor a los Decepticons y Autobots muertos son construidas, la chispa de Starscream vuelve y posee el cuerpo de Cyclonus, y obtiene el mando Decepticon junto con Octane después de enviar a Galvatron hacia una emboscada Autobot, este sin embargo logra escapar y elmina a Cyclonus, este queda vivo y la chispa de Starscream abandona el cuerpo de Cyclonus, pero este se apodera del cuerpo de Scourge activando la cabeza de Unicron y realizando un pacto con el mismo, Galvatron descubre esto y lucha contra a Starscream, los Autobots pudieron impedir que Starscream conectara la cabeza de Unicron en Cybertron y es de vuelta a la atmósfera, la cripta de los Autobots es encontrada y se descubre que Optimus Prime aparentemente no había sido completamente destruido. Luego de que la cripta se estrellara, Optimus Prime escapa y manda a todas las flotas Autobots a realizar un ataque contra los Quientesson, pero luego Rodimus descubre que todo era una trampa de los Quientesson quienes reconstruyeron a Optimus Prime, muchas batallas después unos cienticos Humanos desarrollaban un nuevo metal muy fuerte cuando de pronto descubren una especie de virus que todo lo que toca lo pone en un estado berzerk, pero también descubren el cuerpo de Optimus Prime, los Decepticons y los Protectobots empiezan una batalla en el mismo laboratorio provocando grandes daños, despertando un sentimiento de venganza en ellos, hacen que los Autobots vayan a buscar el cuerpo de Optimus Prime, cuando llegan son emboscados y muchos Autobots son infestados con el virus Afortunadamente Rodimus escapa con el cuerpo de Prime, Muchos transformers y humanos son infectados rápidamente porque apenas un infestado toca a otra persona automáticamente se infecta. Rodimus manda a Skylinx buscar un quientesson para reparar a Optimus Prime, mientras pasa eso Rodimus queda infectado con el virus, Cuando el Quientesson revive a Prime, también revive a Blurr, Kup y recontruye a Bumblebee como Goldbug, Optimus Prime se entera de que Rodimus tiene la matrix, con la matrix es la única forma de salvar a Cyberton y todala Galaxia, la única forma de poder sacarle a Rodimus es con el metal que los Humanos desarrollaron, pero estaba en una base decepticon, luego se alían con Galvatron y buscan el Metal, Optimus se baña con el metal y logra extraer a Rodimus la Matrix, abriéndola y salvando a todos los transformers y Humanos. Después Optimus Prime recobra el mando, logrando una momentánea paz con sus antiguos enemigos Decepticon.

### Cuarta Temporada/Tres episodios finales
Vector Sigma permite que Galvatron se entere de la "Llave de la Cámara de energía plasma". Galvatron, pensando en una nueva fuente de energía, ataca la Ciudad Autobot en la Tierra para conseguir la Llave. Él entonces viaja a Cybertron, e inserta la Llave. Los Autobots lo siguen hasta Cybertron y están presentes cuando la Llave activa la Cámara. La extraña energía cortocircuita varios Transformers y una nave espacial, enviando a su tripulación en un vuelo fuera de control. Solamente Spike y Daniel, criaturas orgánicas, no son afectados por la energía.
Optimus Prime usa la Matriz del Liderazgo para comunicarse con Vector Sigma, y descubre que Alpha Trion es ahora parte de Vector Sigma. Vector Sigma ha permitido a Galvatron descubrir la Llave por una razón. Vector Sigma aparentemente tiene poderes clarividentes, ya que conoce que los humanos podrían ser un instrumento para recargar Cybertron en una nueva Edad Dorada. La Cámara de energía plasma afecta a todos los seres que usan energía.
La nave aterriza en un planeta llamado Nebulos. Sus habitantes son humanoides divididos en dos castas. Algunos son personas que conocen la "Tecnokinesis", controlando maquinaria con solo la mente. Unos pocos de ellos son cyborgs, con sus cerebros alojados cuerpos de robot en apenas adecuados. El resto de habitantes de Nebulos está sujeto a los "Hive", como los tecnokineticos se llaman a sí mismos. La llegada de los Autobots y Decepticons cambia la balanza de poder en Nebulos. Daniel es atacado y en una condición crítica, forzando a Spike a usar los Autobots para crear a los Headmasters, Transformers con operadores humanoides secundarios. Varios Nebulanos se convierten en Headmasters, y entonces los Targetmasters, socios binarios. Los Decepticons, con la ayuda de los señores Hive, copia los esfuerzos de Spike.
La batalla por la Llave continua. Optimus Prime llega, pero está indeciso acerca de las nuevas uniones. Los señores Hive transforman su ciudad en una fortaleza capaz de volar a velocidad súper luminosa, y toman a Daniel, Arcee, y a otros Autobots como rehenes. Entonces parten hacia Cybertron para dar a Galvatron la Llave. Spike descubre la vieja ciudad de los señores Hive, en la que vivieron antes de desarrollar sus poderes tecnokinéticos, y reforman la ciudad en una fortaleza Headmaster. Él entonces parte hacia Cybertron.
En el planeta de los Transformers, Galvatron está encolerizado ya que sus guerreros se han unido con operadores orgánicos, pero debe aceptarlos a ellos y su poder de fuego. Él ordena a los Decepticons construir motores masivos súper luminosos para llevar a Cybertron a la órbita de la Tierra, donde puede probar otra vez la Cámara de energía plasma. Los señores Hive luchan contra los restantes Autobots hasta que llegan Spike y Fortress Maximus. Galvatron trata de conseguir que Scorponok deje Cybertron, ya que ha colocado la Llave en la Cámara con un reloj de cuenta atrás. Spike, con el control total de Fortress Maximus, toma las cosas con sus propias manos y rescata a su hijo y los Autobots del interior de Scorponok.
La Cámara se activa, enviando energía plasma a través del Sistema Solar y haciendo que el Sol empiece a convertirse en una supernova. Spike hace que los Nebulanos se deshagan de sus trajes Headmaster y cambien los cohetes súper luminosos para que absorban la energía, con un conducto a Vector Sigma. Vector Sigma drena la energía extra del Sol mientras Spike cierra la Cámara. Vector Sigma usa la energía para regenerar Cybertron en una nueva Edad Dorada. Galvatron y los señores Hive son expulsados de Cybertron hacia el espacio interestelar. Fin de la Cuarta Guerra Cybertroniana.
- Nota: A pesar de que este fue el final de la serie en el Oeste, en Japón, se añadieron tres series animadas - Transformers: The Headmasters, Transformers: Super-God Masterforce, Transformers: Victory y el OVA; Transformers: Zone.

## Series exclusivas de Japón
La continuidad estadounidense de Hasbro finalizó en la Generación 1 con una cuarta temporada de 3 capítulos "El renacimiento" y no siguió la serie después de eso. En cambio, Takara, la encargada de los productos, mangas y series de Transformers en Japón, optó por hacer series derivadas en conjunto con Toei como Headmasters, Masterforce, Victory y Zone en sustitución a esta temporada, cambiando la continuidad japonesa de la occidental y mostrando algunos personajes de otra forma. 
- Transformers: The Headmasters (1987-1988)

Serie de 35 episodios, que ocurre durante y finalizando la cuarta temporada de Transformers G1, Se dice que suplanta a la cuarta temporada real de Transformers como una cuarta temporada alternativa.
- Transformers: Super-God Masterforce (1988-1989)

Serie de 42 episodios, es una serie alternativa en la que Autobots enfrentan la Guerra contra los Decepticons. Ambos bandos cuentan con un grupo de jóvenes humanos que han obtenido la habilidad de transformarse llamados Powermasters.
- Transformers: Victory (1989)

Serie de 32 episodios más 6 resúmenes (38 episodios en total). En Japón se sacaron 6 resúmenes más, haciendo para ese país un total de 44 episodios. Esta serie es sobre un futuro donde los Decepticons (destrons) liderados por un sucesor de Galvatron llamado Dezaras intenta desatar una nueva guerra contra los autobots, y ocurre en un tiempo muy distante al final de Masterforce, por lo que se interpreta como Spin Off exclusivo para Japón.
- Transformers: Zone (1990)

Una OVA la cual originalmente se tenía planeado hacerse esta serie de tantos episodios como Victory, pero la popularidad de Transformers en Japón decayó y se descontinuo la idea, por lo cual la historia se sigue en mangas.

## Secuencias adicionales

### Mini-documentales
Al final de algunos capítulos de la temporada 3 se transmitieron al aire varios mini-documentales de los siguientes temas:
- Una detallada historia de los Autobots.
- Una detallada historia de los Decepticons.
- Un perfil detallado de Ultra Magnus.
- La historia de los Predacons.
- La historia de los Quientessons.
- La historia de los Cassette Transformers.
- Una historia sobre las ciudades Transformers: Metroplex y Trypticon.

### Anuncios de Servicio Público
Cinco propuestas de anuncio de servicio al público fueron creadas para segunda temporada, pero no salieron al aire en televisión aparecen como bonus en el DVD de la tercera temporada de Transformers, excepto en el episodio el blues de blaster
Estos anuncios de servicio público incluyeron:
- Bumblebee aconseja a los niños a no huir de casa.
- Tracks atrapa a los chicos en acto de robar autos.
- Red Alert nos recueda llevar luces al montar la bicicleta de noche.
- Seaspray nos muestra por qué es importante llevar chalecos salvavidas en el bote.
- Powerglide nos enseña a no juzgar a otros sin conocerlos primero.
- Optimus Prime enseña que hay tener el volumen de la radio moderado.

- Datos: Q602883